# ملوخية (طعام)
المُلُوخِيَة طبق مصر

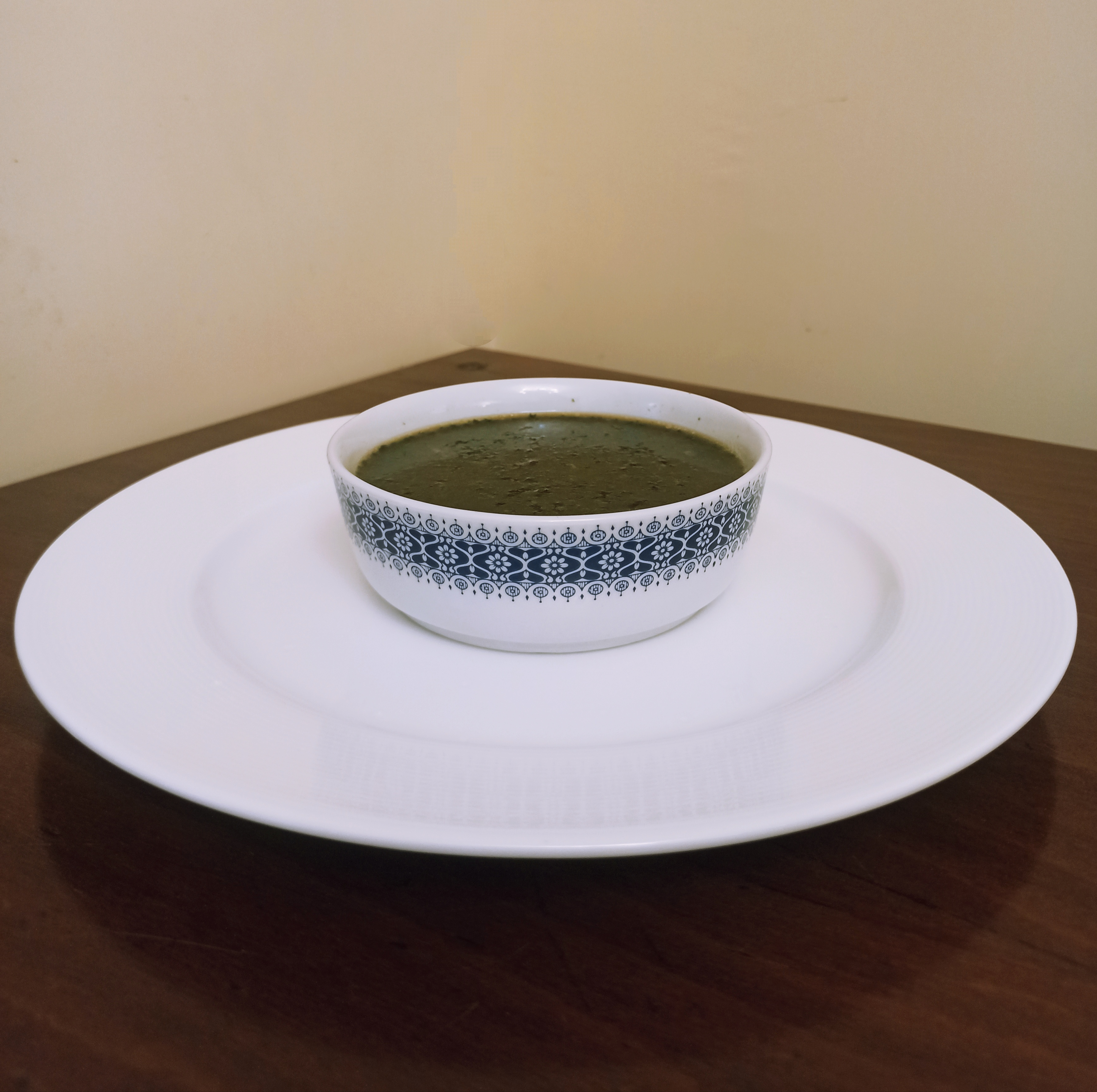
طبق الملوخية على الطريقة الفلسطينية

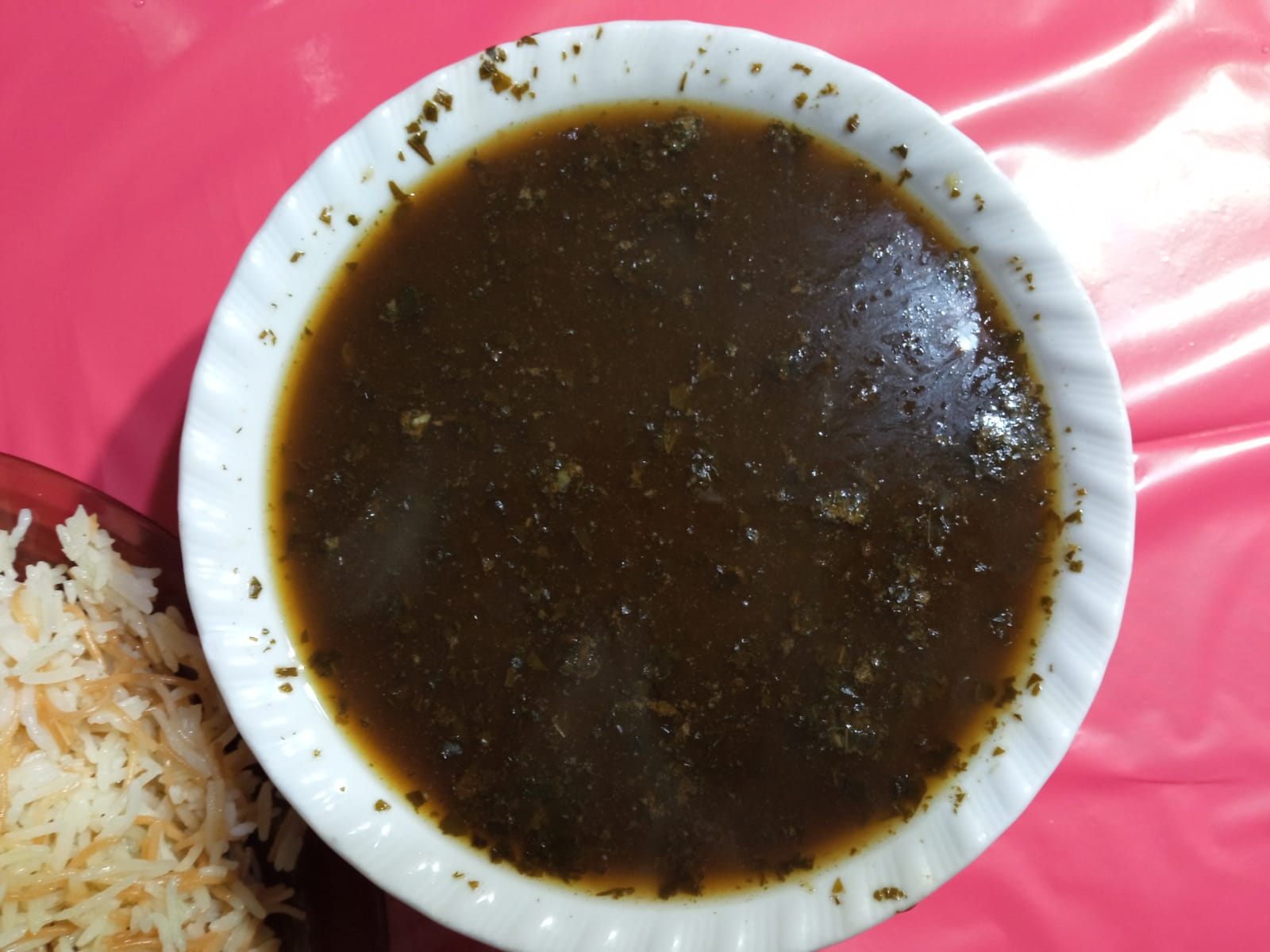
طبق الملوخية على الطريقة الفلسطينية

هي أكلة مصريه  يعود تاريخه لآلاف السنين. وهو أحد أشهر الأكلات في الموائد العربية. عرف أولا في مصر القديمة، ومنها انتشر ولازال حتى الآن متواجد في مصر الحديثة وفي السودان، وبلاد الشام، سوريا وفلسطين والأردن ولبنان، وشمال أفريقيا في تونس والمغرب، والجزائر وبلدان الخليج العربي. وهي تعتمد على نبات الملوخية أحد فصائل الوريقات والنباتات الزهرية. وهي تزرع طوال العام، وأفضل وقت لذلك في موسم الصيف. تختلف طريقة إعداد الملوخية من بلد لآخر من حيث الإضافات ونوع البهار المستخدم. وأشارت الدراسات أن الملوخية لاتفقد فوائدها الصحية بعد الطبخ، وتظل غنية بفيتامينات A وB، إضافة إلى الحديد والكالسيوم والفسفور والصوديوم، والبوتاسيوم والمنغنيز. ويتم إعدادها باستخدام أوراق الملوخية الطازجة، وأحيانا المجففة.

## تاريخ
تشير المراجع التاريخية إلى أن طعام الملوخية يعود لمطبخ مصر القديمة، حيث اعتقد المصريون في بادئ الأمر أنها نبتة سامة، وعند احتلال (الهكسوس) لمصر أجبروا المصريين على تناولها. فاستطابها المصريون وعلموا فوائدها. ومنها انتقلت إلى البلدان العربية الأخرى عبر الفتوحات والرحلات والتجار.

## القيمة الغذائية
أوراق الملوخية غنية بحامض الفوليك، بيتا كاروتين، حديد، كالسيوم، فيتامين سي وأكثر من 32 فيتامين، معادن وعناصر أثرية. يحتوي النبات على نشاط مضاد تأكسد قوي مع فيتامين إي مكافئ توكوفيرول ألفا. وكل 100 غرام من الملوخية تحوي ما يقارب 26 سعرة حرارية، وبهذا فهي تعد قليلة السعرات الحرارية وغنية بالالياف، ما يجعلها طبقا ملائما لمن يبحثون عن وصفات قليلة السعرات تساعد في خسارة الوزن وكبح الشهية.

## الفوائد الصحية
- السيطرة على ضغط الدم [8]
- تعزيز صحة القلب
- تنظيم عمل الجهاز الهضمي
- الوقاية من هشاشة العظام
- الوقاية من فقر الدم «الانيميا»
- الاسترخاء والتخلص من الأرق
- محاربة الجذور الحرة والتهابات وتعزيز المناعة

## طرق الاعداد المتعددة

### مصر
يتم إعداد طبق الملوخية في مصر بفرم ورق الملوخية فرما ناعما، وإعداداها مع لحم الأرنب أو الدجاج أو اللحم. ويضاف إليها ثمرة طماطم أو معجون صلصة الطماطم للنكهة، والثوم المهروس والكزبرة الجافة، والزبدة والسمن. ولاتطول مدة غليها في الغالب عن 5 دقائق.
التجهيز
تختلف الطريق المصرية في الملمس والتحضير عن الطريقة السورية واللبنانية. حيث تُقطف أوراق الملوخية بدون الساق، ويتم غسلها ثم توضع الأوراق على صفيحة كبيرة (مادة قماشية) لتترك لتجف تمامًا لاستخدامها لاحقًا.
الطبخ والاعداد
يتم فرم الأوراق جيدًا، وغالبًا باستخدام المفرمة الخاصة بالملوخية والتي تسمى في مصر بالمخرطة. يتم طهي الأوراق بعد ذلك في مرق مع شوربة لحم أو شوربة دجاج أو مع قطعة من لحم الارنب أو مع المأكولات البحرية مثل ملوخية بالجمبري التي تحضر مع الجمبري. تُقلى الكزبرة والثوم بشكل منفصل في السمن لعمل «التقلية»، ثم تُضاف إلى الحساء في النهاية، ومن العادات المصرية التي لا تزال تتبع هي أن تقوم الطاهية بإصدار صوتًا مميزًا يُطلق عليه اسم طشة، وذلك لخلق صوت مميز يستجيب له بعض الناس من أجل المتعة.
التقديم
يقدم الحساء على أرز أبيض أو مع خبز مصري (عيش بلدي). غالبًا ما يكون الطبق مصحوبًا بتشكيلة من الخضروات المخللة، والمعروفة باسم مخلل أو طرشي في مصر.

### بلاد الشام
بشكل عام تعد الملوخية في بلاد الشام بأوراقها مباشرة دون فرمها، وذلك بعد غسيلها جيدا، ويتم نشرها بعد الغسيل لتكسب ذبول وطرواة تساعد في عملية طبخها.

### لبنان
يضاف إليها في لبنان الدجاج والثوم والكزبرة الخضراء والمجففة. بالإضافة إلى الزبدة أو السمن مع الفلفل. توضع الملوخية في وعاء مختلف عن وعاء الدجاج، ويتم تقليب أوراقها مع الزبدة أو السمن لـ10 دقائق، ثم يوضع فوقها اللحم أو الدجاج ويغلى على نار هادئة. تفرم الكزبرة ويتم تقليبها في الزيت مع الثوم والفلفل الأسود مدة 5 دقائق. تضاف إلى الملوخية ويتم تقليبها وتترك على النار لمدة 15 دقيقة.

### سوريا
تطبخ في سوريا مع مرق اللحم المسلوق أو الدجاج، وأحيانا بهما معا حيث يسلق اللحم على حدة، والدجاج أيضا ثم طبخهما معا مع ورق الملوخية. مع إضافة البصل والملح وحبات الهال، والكمون والقرفة، وورق الغار والزنجبيل والفلفل.
طريقة ثانية : يسلق لحم الموزات او الدجاج  في طنجرة وتغسل الملوخية عدة مرات بالماء الساخن ثم يتم تقليبها بالسمن الحيواني ثم نضيف مرقة اللحم او الدجاج ثم تتم اضافة الليمون الحامض  والملح وفي مقلاة نضع سمنة حيواني ثم ثوم مهروس وكزبرة يابسة ومعجون دبس الفليفلة الهريس الحر  وبعد التحميص يتم سكبها فوق الملوخية  واخيرا نضع اللحم او الدجاج ونتركها على النار مدة ربع ساعة يتم تقديم معها رز بالشعيرية

### تونس
تختلف طريقة إعداد الملوخية في تونس كليا، حيث تستخدم فيها أوراق الملوخية المجففة، وتطحن حتى تتحول لمسحوق ناعم وأخضر. يتم قليها أولا في زيت الزيتون ثم تطبخ مع اللحم البقري، مع إضافة البصل والثوم والطماطم، والتوابل والملح وأوراق الرند والهروس العربي. وتمتد مدة طهيها من ثلاث ساعات إلى يوم كامل حسب المنطقة.

### السعودية
في قدر على حرارة متوسطة، تذوب الزبدة مع إضافة المستكة. عندما تذوب هذه الأخيرة، يتم زيادة الدجاج والمرق. يضاف الملح، الفلفل الأسود، الكزبرة والكمون. تقلب المكونات حتى يتغير لون الدجاج يضاف كوب ونصف من الماء ويترك القدر على نار متوسطة حتى ينضج الدجاج يزال الزفر عن الوجه بواسطة ملعقة ثم تضاف الملوخية وخلطها مع المكونات جيداً يسخن الزيت في مقلاة على حرارة متوسطة ويضاف اليه الثوم وتحريكة حتى يذبل عندما يغلي مزيج الملوخية، أضف خليط الثوم وحرك المزيج قليلاً إرفع القدر عن النار قدم الملوخية إلى جانب الأرز.